# Power Delivery
În iulie 2012, USB Promoters Group a anunțat finalizarea specificației USB Power Delivery (PD) (USB PD rev. 1), o extensie care specifică utilizarea cablurilor USB certificate PD conștiente cu conectori standard USB tip A și tip B furnizați o putere crescută (mai mult de 7,5 W) dispozitivelor cu cerințe de energie mai mari. Dispozitivele pot solicita curenți și tensiuni de alimentare mai mari de la gazde conforme - până la 2 A la 5 V (pentru un consum de energie de până la 10 W) și opțional până la 3 A sau 5 A la 12 V (36 W sau 60 W ) sau 20 V (60 W sau 100 W). În toate cazurile, sunt acceptate atât configurațiile gazdă-dispozitiv, cât și configurațiile dispozitiv-gazdă. 
Intenția este de a permite încărcarea uniformă a laptopurilor, tabletelor, discurilor alimentate prin USB și electronice de consum similare, ca o extensie naturală a standardelor europene și chineze existente de încărcare a telefoanelor mobile. Acest lucru poate afecta și modul în care energia electrică utilizată pentru dispozitivele mici este transmisă și utilizată atât în clădirile rezidențiale, cât și în clădirile publice. Standardul este conceput pentru a coexista cu specificațiile anterioare de încărcare a bateriei USB. [62]
Prima specificație de livrare a energiei a definit șase profiluri de energie fixe pentru sursele de alimentare. Dispozitivele conștiente de PD implementează o schemă flexibilă de gestionare a energiei prin interfața cu sursa de alimentare printr-un canal de date bidirecțional și solicită un anumit nivel de putere electrică, variabil până la 5 A și 20 V în funcție de profilul suportat. Protocolul de configurare a energiei utilizează un canal de transmisie codat BFSK de 24 MHz pe linia VBUS.
Revizuirea 2.0 a specificațiilor USB Power Delivery (USB PD Rev. 2.0) a fost lansată ca parte a suitei USB 3.1.  Acoperă cablul și conectorul USB-C cu patru perechi de alimentare / împământare și un canal de configurare separat, care găzduiește acum un canal de date codificat BMC cu frecvență joasă cuplat în curent continuu, care reduce posibilitățile de interferență RF.  Protocoalele de livrare a energiei au fost actualizate pentru a facilita caracteristicile USB-C, cum ar fi funcția de identificare a cablului, negocierea modului alternativ, creșterea curenților VBUS și accesoriile alimentate de VCONN.
Începând cu versiunea 2.0, versiunea 1.2 a specificațiilor USB Power Delivery, cele șase profiluri de alimentare fixe pentru surse de alimentare au fost depreciate. [66] Regulile de alimentare USB PD înlocuiesc profilurile de alimentare, definind patru niveluri de tensiune normative la 5 V, 9 V, 15 V și 20 V. În loc de șase profile fixe, sursele de alimentare pot suporta orice sursă maximă de ieșire de la 0,5 W la 100 W.
Revizuirea 3.0 a specificației USB Power Delivery definește un protocol de alimentare programabilă (PPS) care permite controlul granular asupra puterii VBUS în pași de 20 mV pentru a facilita încărcarea constantă a curentului sau a tensiunii constante. Revizia 3.0 adaugă, de asemenea, mesaje de configurare extinse, schimb rapid de roluri și depreciază protocolul BFSK. 
În aprilie 2016, există controlere de siliciu disponibile din mai multe surse, cum ar fi Texas Instruments și Cypress Semiconductor.  Sursele de alimentare incluse în laptopurile USB-C acceptă USB PD.  În plus, sunt disponibile accesorii care acceptă USB PD Rev. 2.0 la tensiuni multiple. 
La 8 ianuarie 2018, USB-IF a anunțat sigla „Încărcător rapid USB certificat” pentru încărcătoarele care utilizează protocolul „Sursă de alimentare programabilă” (PPS) din specificația USB Power Delivery 3.0. 
Înainte de Power Delivery, furnizorii de telefoane mobile foloseau protocoale personalizate pentru a depăși capacul de 7,5 W pe USB-BCS. De exemplu, Quick Charge 2.0 de la Qualcomm poate furniza 18 W la o tensiune mai mare, iar VOOC furnizează 20 W la 5 V. normal.  Unele dintre aceste tehnologii, precum Quick Charge 4, au devenit în cele din urmă compatibile cu USB PD.